# Andrew Jackson
Andrew Jackson (Waxhaw, 15 marzo 1767 – Nashville, 8 giugno 1845) è stato un politico statunitense.
È stato il settimo Presidente degli Stati Uniti d'America, in carica dal 1829 al 1837. Viene ricordato per essere stato il primo presidente membro del Partito Democratico, e per aver reso più democratiche le strutture politiche e amministrative statunitensi, fino ad allora circoscritte a una ristretta élite di proprietari terrieri e intellettuali, anche se nel suo operato permise reiteratamente violenze efferate e soprusi nei confronti delle tribù native americane (ad esempio con l'Indian Removal Act).

## Biografia

### Origini e formazione
Andrew Jackson nacque il 15 marzo 1767 nella zona di Waxhaw, nell'estremo ovest della Carolina del Nord, da un'umile famiglia di immigrati nord-irlandesi di fede presbiteriana, Andrew Jackson ed Elizabeth Hutchinson. Poiché il padre morì poche settimane prima della sua nascita, il piccolo Andrew fu allevato dalla madre, la quale gli insegnò anche a leggere e a scrivere, in quanto quella zona era priva di scuole. Infatti, una leggenda vuole che sia stato lui a leggere la prima copia della Dichiarazione di indipendenza a un gruppo di coloni analfabeti, quando giunse in quel luogo sperduto.

### Le prime esperienze militari
Durante la guerra d'indipendenza americana, quando gli inglesi invasero la Carolina, nel 1780, Jackson, che, giovanissimo, si era unito ad una banda armata di volontari, fu catturato e imprigionato dopo lo scontro di Hanging Rock. Quando il conflitto finì, il giovane patriota venne liberato e tornò a casa, dove scoprì che sia la madre che i due fratelli erano morti a causa della guerra. Oramai privo di una famiglia, il futuro presidente si stabilì a Salisbury, dove visse lavorando come apprendista sellaio, ma dedicandosi in ogni momento libero agli studi di legge. Tanta costanza fu premiata nel 1787, quando divenne avvocato: da lì iniziò la sua carriera, facendo lo speculatore terriero, il mercante di cavalli e di schiavi, il volontario militare nelle campagne contro le tribù indiane locali e l'ufficiale pubblico negli uffici politici locali.

### La carriera politica e militare
Nel 1791, all'età di 24 anni, Jackson divenne procuratore a Nashville, nel Tennessee, dove sposò Rachel Jackson, già sposata con il capitano Lewis Robards, da cui aveva divorziato l'anno prima. Poiché, però, le pratiche del divorzio non erano ancora definitive, quando i due si sposarono la donna tecnicamente incorse in bigamia e le nozze di conseguenza vennero annullate; questa vicenda sarebbe stata ripresa nel corso delle elezioni presidenziali del 1828 per screditare Jackson. Infine, dopo aver formalizzato definitivamente il divorzio (primo nella storia del Tennessee), Andrew e Rachel si sposarono di nuovo nel 1794. Poiché dal matrimonio non nacquero figli, la coppia adottò due figli: il primo fu Andrew Jackson jr. (1808-1865), nipote di Rachel, in quanto figlio di suo fratello Severn Donelson, mentre il secondo fu Lyncoya Jackson (1811-1828), un orfano indiano di due anni di età, trovato da Jackson sul campo di battaglia accanto al corpo della madre morta. Andrew e Rachel, inoltre, furono i tutori legali di altri sei ragazzi e due ragazze: John Samuel Donelson, Daniel Smith Donelson, Andrew Jackson Donelson, Andrew Jackson Hutchings, Carolina Butler, Eliza Butler, Edward Butler ed Anthony Butler.

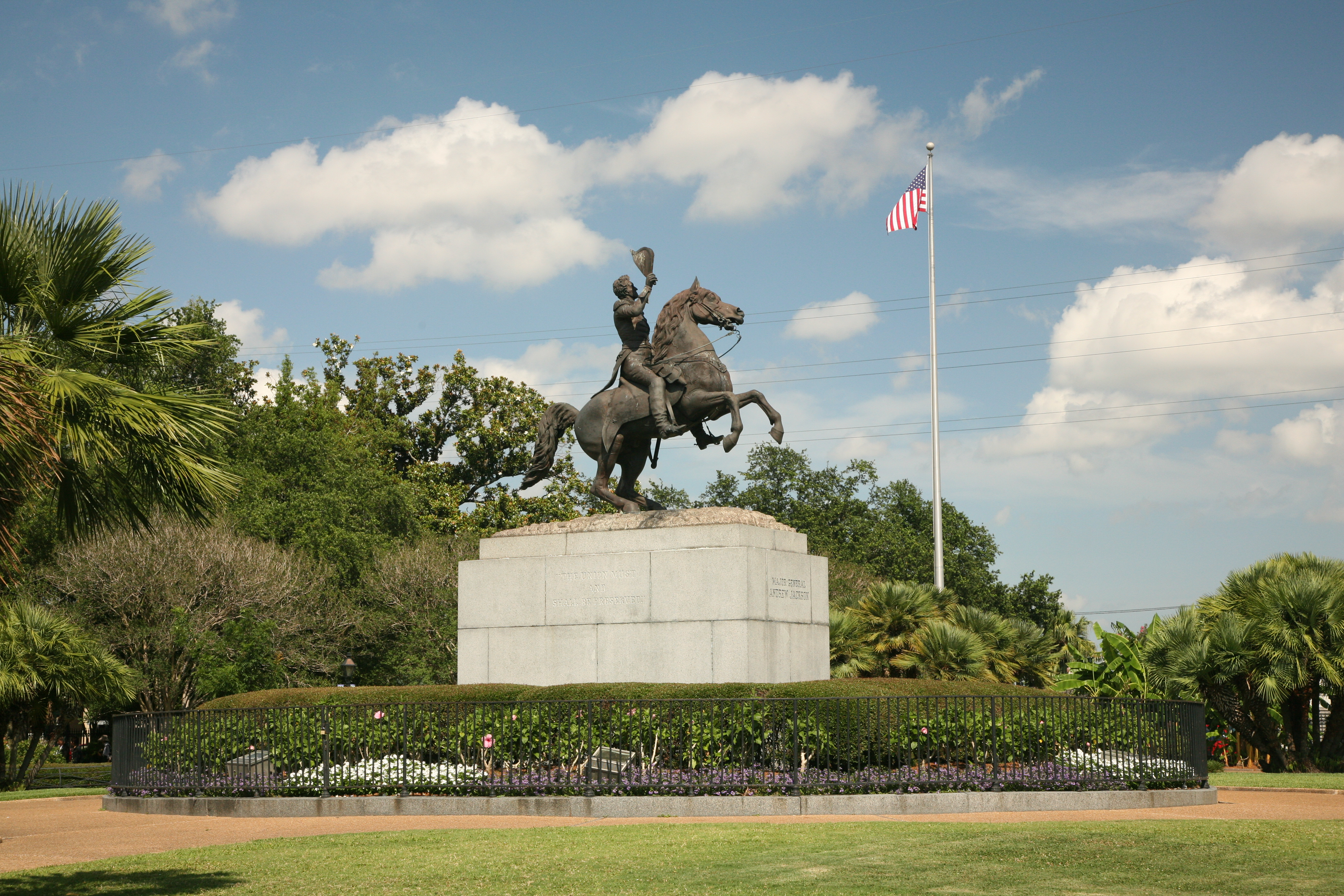
Statua di Andrew Jackson a New Orleans

Il 1º giugno 1796, sotto il mandato presidenziale di George Washington, il Tennessee entrò a far parte dell'Unione come 16º Stato autonomo. Subito dopo la creazione dello Stato, Jackson, grazie al suo operato, venne eletto alla Camera dei rappresentanti locale, per poi essere eletto nel 1797 giudice della Corte Suprema del Tennessee. Per il suo carattere irruente e spesso rissoso, il politico americano non si trovava a suo agio nelle assemblee legislative e si annoiava della vita sedentaria di giudice; pertanto nel 1804 decise di dimettersi e diventare comandante della milizia locale. L'anno dopo entrò in contatto con Aaron Burr, politico allora assai noto, il quale stava progettando di far insorgere con un esercito di rivoluzionari i territori coloniali spagnoli che si estendevano sull'odierno Messico. Burr pensò di servirsi della popolarità e delle doti militari di Jackson per i suoi piani, e quest'ultimo esitò a credere all'accusa di alto tradimento nei suoi confronti mossagli contro dal presidente Thomas Jefferson; tuttavia, quando il presidente ne ordinò l'arresto, si mise subito dalla parte del potere centrale.
Nel 1812, allo scoppio della guerra anglo-americana, l'allora segretario alla guerra James Monroe nominò Jackson generale comandante del fronte meridionale, dove imperversava il conflitto contro la tribù dei nativi americani Creek, alleati degli inglesi. Il comandante della milizia guidò i suoi uomini contro i nativi in una campagna durata un biennio (1813-1814), al termine della quale, con il trattato di Fort Jackson, i Creek dovettero cedere un vastissimo territorio di oltre 9 milioni di ettari. Subito dopo, Jackson rivolse la sua attenzione contro il nemico britannico, sconfinato nel settore meridionale: quindi, alla testa di un esercito formato da pionieri e soldati regolari, l'8 gennaio 1815 il generale americano affrontò presso New Orleans le truppe inglesi, consistenti in 12.000 soldati veterani guidati dal generale Edward Pakenham, riportando una straordinaria vittoria. Infatti gli inglesi ebbero 700 morti (tra i quali lo stesso Pakenham) e 1400 feriti, mentre gli americani ebbero 8 morti e 13 feriti. Tuttavia, la battaglia di New Orleans fu una vittoria inutile da parte americana, in quanto la pace fra le due nazioni era già stata sottoscritta il 24 dicembre 1814 a Gand, in Belgio. Da quel momento, però, Jackson, soprannominato Old Hickory, la "Vecchia Quercia", divenne un eroe nazionale per aver risollevato il prestigio della nazione e dell'esercito statunitense, piuttosto screditati dal conflitto con l'Inghilterra.
Dopo la fine della guerra, Jackson intraprese per conto del governo di Washington una campagna militare contro gli indiani Seminole, tribù stanziata in Florida, allora possedimento spagnolo, colpevoli di aver aiutato i Creek durante il conflitto contro gli americani. Di carattere sbrigativo e dai modi spregiudicati, il generale statunitense si segnalò durante la guerra per aver preso, nel 1818, un forte militare posto in territorio spagnolo, considerato una base dei ribelli. Questo episodio provocò le proteste di Madrid e mise in imbarazzo il governo statunitense, fin quasi a provocare un grave incidente diplomatico tra i due Paesi, ma alla fine tutto si risolse nel 1819 con la cessione della Florida agli USA, in cambio della rinuncia di ogni pretesa americana sui possedimenti spagnoli in Messico. Subito dopo Jackson ricevette dal segretario di Stato, John Quincy Adams (suo futuro avversario politico), l'ordine di occupare militarmente la regione, pacificarla e instaurare un governo territoriale del quale sarebbe diventato, nel 1821, il primo governatore. Malgrado l'incessante guerriglia di cui le sue truppe furono oggetto da parte dei guerrieri Seminole, il generale svolse egregiamente il compito affidatogli, distruggendo i villaggi dei nativi, gli utensili e le armi da fuoco insieme alla polvere da sparo, difficile da rimpiazzare. Nel giro di due anni, il nemico capitolò: alcune bande indiane accettarono di trasferirsi in Oklahoma insieme ai propri consanguinei Creek, mentre il resto del popolo Seminole rimase in Florida, ritirandosi sempre più nel profondo della regione paludosa delle Everglades.

### L'elezione a presidente e le riforme

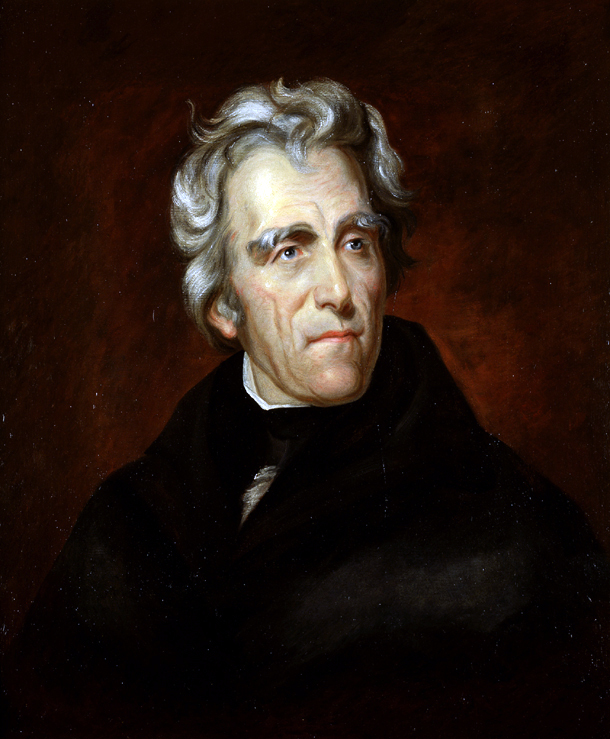
Un ritratto di Andrew Jackson

Divenuto ormai l'idolo dei piccoli proprietari terrieri della frontiera occidentale e inviso all'oligarchia finanziaria dell'Est, Jackson nel novembre del 1824 tentò l'elezione alla presidenza per i Democratici-Repubblicani, riuscendo ad ottenere la maggioranza relativa dei voti popolari, ma poiché nessun candidato ottenne la maggioranza assoluta dei Grandi Elettori, fu il Congresso, in base al XII Emendamento, a scegliere il nuovo capo dello Stato, eleggendo Adams.
Nelle successive elezioni presidenziali, del novembre del 1828, Jackson, all'età di 61 anni, rientrò in campo con un nuovo soggetto politico, il Partito Democratico, riuscendo questa volta a sconfiggere il presidente uscente, grazie all'alleanza tra i piccoli agricoltori dell'Ovest e gli agrari del sud, delusi dalle politiche economiche di Adams. Insediatosi il 4 marzo 1829, fu il primo presidente che non proveniva da famiglie più o meno "aristocratiche" e che non aveva studiato in scuole prestigiose: era invece un uomo di frontiera, esaltato dai pionieri del West e visto senza grande simpatia dagli intellettuali del Nord e del Sud del paese. Lo stesso John Quincy Adams, suo predecessore, non aveva una grande considerazione di lui, ritenendolo un analfabeta. Le persone ebbero la sensazione che con lui salisse al potere il popolo e questo fu provato quando alla cerimonia di insediamento egli aprì la Casa Bianca a migliaia di pionieri, causando un vero e proprio caos nella residenza presidenziale. Era un uomo molto determinato, assolutamente deciso a ottenere ciò che voleva e fu un fervente sostenitore di una democrazia piena (in questo contesto si inserisce il suo elogio nei confronti dello spoils system, ovvero il sistema di ripartire tra i propri sostenitori le cariche pubbliche).
Con la salita al potere di Jackson, in effetti, ci fu un'operazione di democratizzazione delle strutture politiche statunitensi, precedentemente dominate dalle ristrette oligarchie terriere del Sud e da quelle finanziarie del Nord: furono progressivamente abolite le restrizioni di voto e introdotto il voto segreto; molte cariche pubbliche, statali e locali, divennero elettive; l'elezione degli elettori presidenziali venne affidata al voto popolare, mentre, nell'ambito partitico, la nomina dei dirigenti del partito fu sottratta ai ristetti gruppi di dirigenti e affidata ad organi scelti democraticamente. Un altro periodo di novità ci fu nel campo tecnologico e industriale: durante il suo mandato, infatti, sorsero le prime associazioni sindacali di operai e venne creata la prima ferrovia nordamericana, la South Carolina Railroad, inaugurata il 15 gennaio 1831.
I punti salienti della sua presidenza furono tre: l'esproprio delle terre dei Cherokee, le tentazioni secessioniste della Carolina del Sud e la guerra contro la Seconda Banca degli Stati Uniti. I Cherokee erano una popolazione di nativi americani che si era stanziata all'interno della Georgia e si era data una costituzione sul modello di quella statunitense; quando fu scoperto l'oro nei suoi territori, lo Stato della Georgia si affrettò ad espropriarne le terre, provvedimento che la Corte Suprema di John Marshall ritenne illegale, in quanto riconosceva i Cherokee come Stato straniero; Jackson, però, era un sostenitore dell'autonomia dei singoli Stati dell'Unione e legittimò l'esproprio delle terre e la deportazione degli indiani (il cosiddetto "Sentiero delle lacrime") firmando, il 28 maggio 1830, l'Indian Removal Act, in seguito definito dallo storico Robert V. Remini come "uno dei peggiori crimini della storia degli Stati Uniti".
(Andrew Jackson)
Egli non era comunque disposto a sancire la supremazia dei singoli Stati sull'Unione e ciò divenne chiaro quando la Carolina del Sud abrogò una legge federale sui dazi, accusata di favorire il Nord a discapito del Sud, minacciando addirittura la secessione; egli quindi mandò una squadra navale a Charleston per costringere lo Stato ad accettare la legge, cosa che di fatto avvenne in quanto la Carolina del Sud si ritrovò isolata dagli altri Stati, compresi quelli del Sud. La disputa ebbe effetti anche sulla composizione del governo: il vicepresidente John Calhoun si dimise per solidarietà con il suo Stato di appartenenza e gli successe Martin Van Buren. Jackson affrontò in seguito la Banca degli Stati Uniti, riuscendo a non far rinnovare il mandato ventennale che nel 1815 aveva istituito l'organo bancario statunitense. Si narra che in punto di morte, alla domanda "Qual è stato il più grande successo della sua vita?" rispose "Ho ucciso la banca".

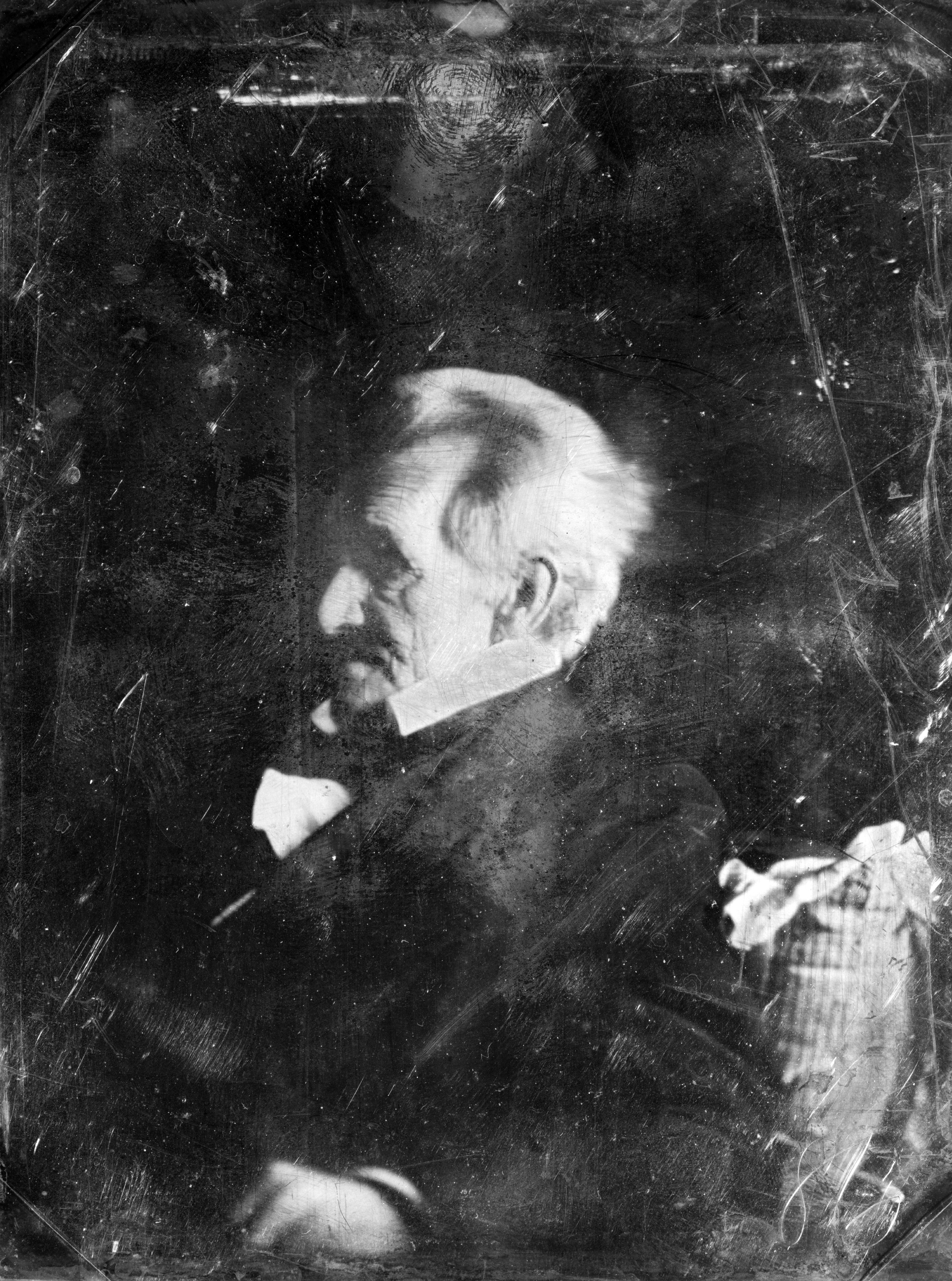
Dagherrotipo di Andrew Jackson nel 1844

Riuscì anche ad avere la meglio sul Congresso, rivendicando per la sua carica il diritto di veto sull'attività legislativa. Per questo fu accusato di autoritarismo, anche se tale potere era stabilito dalla Costituzione degli Stati Uniti. I suoi oppositori iniziarono, seppur lentamente, ad organizzarsi nel Partito Whig, un nome che non a caso riecheggiava le lotte degli inglesi contro l'assolutismo di Carlo I.
Nel novembre del 1832 Jackson ottenne un secondo mandato, battendo il rivale Henry Clay, candidato del Partito Repubblicano Nazionale: durante questo periodo, il 15 giugno 1836, l'Arkansas entrò a far parte dell'Unione; alla fine della sua amministrazione, fu annesso come Stato anche il Michigan (26 gennaio 1837). Inoltre, verso la fine della sua amministrazione, scoppiò una grave crisi finanziaria, originata dalle sue politiche economiche fortemente protezionistiche, lasciata in eredità al suo successore, Martin Van Buren.

### Il fallito attentato, gli ultimi anni e la morte
Andrew Jackson fu inoltre il primo presidente degli Stati Uniti vittima di un attentato: infatti, il 30 gennaio 1835, trovandosi nel portico orientale per presenziare ai funerali del deputato della Carolina del Sud Warren R. Davis, fu bersaglio di un duplice attentato per mano di Richard Lawrence, imbianchino inglese disoccupato. L'attentatore puntò l'arma contro Jackson ma questa s'inceppò; ne prese allora una seconda, ma con uguale risultato. Gli storici attribuiscono questo doppio malfunzionamento delle armi alle condizioni climatiche particolarmente umide. Lo stesso Jackson e altri presenti, tra cui David Crockett, immobilizzarono e fecero arrestare Lawrence.
Infine, il 4 marzo 1837, scaduto anche l'ultimo mandato, Jackson si ritirò a vita privata. Tuttavia, la sua eredità al popolo americano fu così grande che, nelle elezioni presidenziali successive, vinse il suo candidato e fedele collaboratore Van Buren. Morì all'età di 78 anni, l'8 giugno 1845, nella tenuta The Hermitage nei pressi di Nashville. Venne sepolto nel cimitero della tenuta stessa.

## Nella cultura di massa
La figura di Jackson è stata portata sul grande schermo in numerose pellicole storiche. Tra le varie, ben due volte è stato interpretato da Charlton Heston, rispettivamente nei film Schiava e signora del 1953 e I bucanieri del 1958.